# Beaucamps-le-Vieux

Beaucamps-le-Vieux este o comună în departamentul Somme, Franța. În 1 ianuarie 2022 avea o populație de 1.421 de locuitori.